# Harvey Wood
Harvey Jesse Wood (Beverley, East Riding of Yorkshire, 1885. április 10. – Tynemouth, Tyne and Wear, 1958. december 18.) olimpiai bajnok brit gyeplabdázó.
A londoni 1908. évi nyári olimpiai játékokon indult, mint gyeplabdázó. Ezen az olimpián négy brit csapat is indult, de mindegyik külön nemzetnek számított. Ő az angol válogatott tagja volt. Az ír válogatottat győzték le a döntőben.